# Veleizdajnički proces
Veleizdajnički proces je naziv za sudski proces koji su vlasti Austro-Ugarske organizirale u Zagrebu 1909. godine protiv 53 člana Srpske samostalne stranke. Optuženi su za suradnju s vlastima Kraljevine Srbije u uroti da se Južni Slaveni ujedine u zajedničku državu.
U vrijeme veleizdajničkog procesa su iz Kraljevine Srbije, putom tajne organizacije Crna ruka, vođene aktivnosti u svrhu teritorijalnog širenja, koje je uključivalo vojne akcije pomoću ubačenih gerilaca na području juga Srbije i Makedonije pod vlašću Osmanskog carstva, te razne obavještajne i promidžbene aktivnosti. U iščekivanju mogućeg europskog rata planiralo se kako će Srbija biti u prigodi proširiti svoj teritorij, te se pripremalo za oružane akcije na području Austro-Ugarske i Kraljevine Crne Gore; gdje se također putom organizacije Narodna odbrana radilo na organizaciji oružane pobune.
Po kasnijoj tvrdnji koju sam predsjednik Srpske samostalne stranke Svetozar Pribićević iznosi u svojoj brošuri ↓1 iz 1931. godine, optuženici iz zagrebačkog Veleizdajničkog procesa su doista bili veleizdajnici, radili su na razbijanju Austro-Ugarske i uspostavi Jugoslavije, ali optužba nije raspolagala dobrim dokazima.

## Pregled
Jedan od povoda procesu bio je bijeg u Srbiju austrijskog časnika Milana Pribićevića, mlađeg brata najutjecajnijeg srpskog političara u Hrvatskoj Svetozara Pribićevića, zagovornika integralnog jugoslavenstva. Među optuženima bila su još dva njihova brata, Valerijan i Adam. Sam Svetozar Pribićević nije bio optužen jer je, kao zastupnik u Hrvatskom državnom saboru i u mađarskom parlamentu, uživao imunitet. Mađarski parlament odbio je skinuti imunitet njemu, dr. Srđanu Budisavljeviću i još jednom optuženom zastupniku.

## Aneksijska kriza
Uhićivanja su počela 18. kolovoza, na rođendan cara i kralja Franje Josipa I. Istoga dana, vlasti u Beču donijele su odluku o aneksiji Bosne i Hercegovine. Nakon proglašenja aneksije 6. listopada 1908. godine zavladala je ozbiljna europska diplomatska kriza, u kojoj Rusija i Engleska istupaju protiv tog postupka. Prijetio je rat; optuženi su do ožujka 1909. godine sjedili u pritvoru.

## Promidžbeni uspjeh obrane
Sam proces potrajao je punih sedam mjeseci. Obrana, koju je vodio odvjetnik Hinko Hinković, dokazivala je da su dokazi prikupljeni na nedosljedan način i upitni. Pokušali su dokazati da je Đorđe Nastić agent provokator. Ipak je 31 od 53 optuženika proglašen krivima i 6. listopada 1909. godine osuđeni na ukupno 173 godine robije; međutim je u drugostupanjskom postupku krajem 1910. god. presuda poništena i spis vraćen na ponovno suđenje, a ubrzo potom je sam car Franjo Ferdinand abolirao sve optuženike. Mislav Gabelica povezuje ovakvu odluku Cara s opsežnim djelovanjima u vrhu Austro-Ugarske vlasti sa svrhom popravljanja odnosi sa Srbijom: politički krug okupljen oko prijestolonasljednika Franje Ferdinanda je nastojao da se zanemari dobro poznato protuaustrijsko raspoloženje i djelovanje Beograda i izbjegne daljnje zaoštravanje odnosa između Austro-Ugarske i Srbije.
Godine 1931. godine Svetozar Pribićević, tada u emigraciji, isticao je korektan postupak Austro-Ugarskih vlasti prema uhićenicima, nasuprot brutalnosti kasnijeg jugoslavenskog režima prema političkim protivnicima, uključujući i prema njemu samom. Pribićević dodaje: »Još treba uvažiti, da su optuženi Srbi zaista vodili antidržavnu propagandu, da su i srcem i dušom, a neki i javnim svojim radom, zaista bili veleizdajnici, da je revolucionarni statut Milana Pribićevića o saveznoj jugoslovenskoj federativnoj republici zaista postojao, da su neki optuženi znali za taj statut i da je on imao da služi kao baza njihove akcije, i da je sve to sa gledišta tadašnjeg krivičnog zakona zaista predstavljalo veleizdaju.« (Pribićević, 2000., str. 227.) Svetozar Pribićević opisuje i kontakte istaknutih članova svoje Samostalne srpske stranke s tajnom službom Kraljevine Srbije; među tim članovima SSS bio je i Rade Malobabić, koji je poslije na preporuku Pribićevića postao profesionalni agent srbijanske tajne službe i - u tom svojstvu - organizirao atentat na nadvojvoda Franju Ferdinanda 1914. godine; naposljetku je Rade Malobabić bio pogubljen od srbijanskih vlasti zajedno s Dragutinom Dimitrijevićem Apisom, kao Apisov najbliži suradnik u zavjereničkim djelatnostima organizacije "Crna ruka".
I drugi osumnjičenici i optuženici na veleizdajničkom procesu su nakon I. svjetskog rata bili potvrdili da su informacije koje je prikupio Đorđe Nastić točne. Tako su Milan Pribičević i Adam Pribičević također bili potvrdili da su bili u vezi s Ljubom Jovanovićem i drugim revolucionarnim elementima bliskima krugu oficira koji su 1903. godine izveli prevrat u Beogradu protiv dinastije Obrenović radi dovođenja anti-austrijskih Karađorđevića na vlast, i da su posve svjesno radili na razbijanju Austro-Ugarske radi spajanja njenih dijelova sa Srbijom. Nisu oni u svojim autobiografskim prisjećanjima iznijeli da bi znali za kakve su veze veze Ljube Jovanovića "Čupe" (dakle, ideologa tada nastajućeg Četničkog pokreta i jednim od ključnih članova zavjereničke organizacije "Crna ruka") sa srbijanskim obavještajnim službama, niti da bi bili izravno u vezi s nekim službenim tijelima Kraljevine Srbije. Tek spominju svoju suradnju s "Jugoslovenskom revolucionarnom organizacijom", kao dijelom "Slovenskog Juga" iz Beograda - tj. točno ono što im je optužba na Veleizdajničkom procesu i bila stavljala na teret. Posrijedi su bila udruženja izrasla iz kruga vojnih časnika povezanih sa zavjerom protiv pro-austrijske dinastije Obrenović iz 1903. godine; Klub "Slovenski Jug" je od 1903. do 1941. godine izdavao i istoimene novine; njihov osnivač i prvi urednik je bio Ljuba Jovanović Čupa - s kojim su "veleizdajnici" najbliže surađivali.